# Joey Smallwood

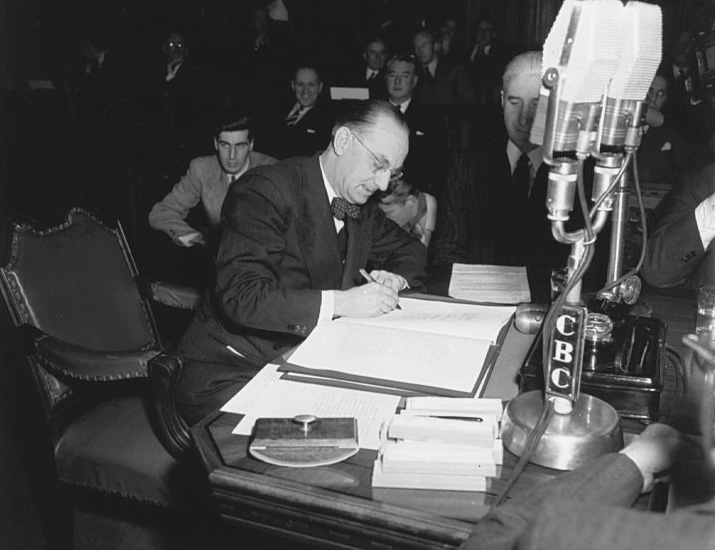
Joey Smallwood unterzeichnet die Beitrittserklärung Neufundlands zur kanadischen Konföderation (31. März 1949)

Joseph „Joey“ Roberts Smallwood, PC, CC, (* 24. Dezember 1900 in Gambo, Neufundland; † 18. Dezember 1991 in St. John’s) war ein kanadischer Politiker, Journalist, Autor, Enzyklopädist und Gewerkschafter. Er war die treibende Kraft beim Beitritt Neufundlands zu Kanada, der am 31. März 1949 vollzogen wurde, und gilt aus diesem Grund als einer der Väter der Konföderation. Einen Tag später wurde er zum ersten Premierminister der neuen Provinz ernannt und hatte dieses Amt bis zum 18. Januar 1972 inne. Während dieser Zeit war er auch Vorsitzender der Liberal Party of Newfoundland and Labrador.
Die kanadische Bundesregierung ehrte Smallwood bereits am 22. September 1997 für sein Wirken, hier besonders im Zusammenhang mit dem Beitritt Neufundlands zu Kanada und erklärte ihn zu einer „Person von nationaler historischer Bedeutung“.

## Beruf und Einstieg in die Politik
Smallwood wurde in Gambo geboren, einem Dorf an der Ostküste Neufundlands. Als er fünf Monate alt war, zog seine Familie in die Stadt St. John’s. Die Familie lebte in Armut, so dass Smallwood im Alter von 15 Jahren die Schule abbrechen musste und eine Lehre als Drucker bei der Zeitung St. John’s Plaindealer begann. Daneben sammelte er erste Erfahrungen als Journalist. 1920 zog er nach New York, wo er für die sozialistische Zeitung The Call arbeitete. Dort lernte er Clara Oates kennen, die er 1925 heiratete. Im selben Jahr kehrte er nach Neufundland zurück und gründete das kurzlebige Blatt Labour Outlook. Er arbeitete auch für die Zeitung Daily Globe, die wegen Konkurses ihr Erscheinen einstellen musste. Nach einer Reise nach England ließ sich Smallwood in Corner Brook an der Westküste der Insel nieder und gründete dort erneut eine Zeitung.
Mehrere Jahre lang war Smallwood als Gewerkschafter tätig gewesen. Doch seine politischen Ansichten hatten sich mehr und mehr zur Mitte verschoben, so dass er schließlich der Liberal Party beitrat. Bei den Wahlen im Jahr 1928 wollte er für die Liberalen kandidieren, doch als der Parteivorsitzende Richard Squires selbst Interesse am Wahlkreis Humber zeigte, verzichtete Smallwood zu seinen Gunsten und wurde dessen Wahlkampfmanager. Als Gegenleistung wurde er zum Friedensrichter ernannt. Nach den Wahlen gründete Smallwood in St. John’s die liberale Zeitung The Watchdog.
1932 kandidierte er im Wahlkreis Bonavista, wurde aber nicht gewählt. Aus einer Kolumne in den Daily News entstand 1937 die Radiosendung The Barrelman. In dieser sechsmal wöchentlich von der staatlichen Rundfunkgesellschaft BCN ausgestrahlten viertelstündigen Sendung erzählte Smallwood verschiedene Anekdoten, um den Stolz der Neufundländer auf ihre eigene Kultur und Geschichte zu fördern. Dadurch wurde er in ganz Neufundland bekannt. 1943 verließ er den Sender und führte einen Schweinezuchtbetrieb nahe dem Flughafen Gander.

## Einsatz für den Beitritt zu Kanada
Seit 1934 war das einst eigenständige Dominion Neufundland aufgrund politischer und wirtschaftlicher Krisen direkt von einer Regierungskommission verwaltet worden, die unmittelbar der britischen Regierung unterstand. 1946 gab die neue Labour-Regierung unter Clement Attlee bekannt, sie wolle den Status Neufundlands überprüfen. Sie setzte den Neufundländischen Nationalkonvent ein, der über die zukünftige konstitutionelle Rolle der Kolonie beraten sollte.
Smallwood wurde in den 45-köpfigen Nationalkonvent gewählt. Er befürwortete den Beitritt Neufundlands und Labradors zu Kanada, da er darin die beste Möglichkeit sah, eine stabile Wirtschaft und Wohlstand zu schaffen. Im Juni 1947 gehörte Smallwood einer Delegation an, die bei der kanadischen Bundesregierung in Ottawa die Möglichkeit eines Beitritts sondierte. Die Anhänger eines Beitritts bildeten im Nationalkonvent eine Minderheit, die Mehrheit strebte die Rückkehr zum Status vor 1934 an.
Als der Nationalkonvent es ablehnte, beim vorgeschriebenen Referendum auch die Beitrittsfrage zu stellen, gründete Smallwood die Lobbyorganisation Confederate Association und nutzte seine Bekanntheit, um in Radiosendungen und Zeitungsartikeln vehement für den Beitritt zu werben. Gouverneur Gordon Macdonald ließ schließlich die Beitrittsfrage als eine von drei Möglichkeiten zu.
Beim ersten Referendum am 3. Juni 1948 erreichte keine der Möglichkeiten die absolute Mehrheit. Am 22. Juli kam es zu einem Stichentscheid, bei dem sich die Anhänger eines Beitritts mit 52,3 % der Stimmen durchsetzten. Die Verhandlungen mit Kanada wurden abgeschlossen und das britische Unterhaus erließ den Newfoundland Act. Am 31. März 1949 unterzeichnete Smallwood, der zum interimistischen Regierungschef ernannt worden war, kurz vor Mitternacht die Beitrittserklärung zur Kanadischen Konföderation.

## Premierminister
Am 1. April 1949, am Tag nach dem historischen Ereignis, trat Smallwood das Amt des Premierministers der neuen Provinz an. Bei den ersten Wahlen zum Abgeordnetenhaus von Neufundland am 27. Mai erhielten die von ihm angeführten Liberalen eine deutliche Mehrheit der Sitze. Während der nächsten zwanzig Jahre blieb Smallwoods Führungsanspruch praktisch unwidersprochen und die Liberalen gewannen weitere fünf Wahlen in Folge.
Smallwood war zusätzlich Minister für wirtschaftliche Entwicklung und hatte dadurch fast uneingeschränkte Kontrolle über die Ansiedlung von Industriebetrieben in der Provinz. Dabei verließ er sich in hohem Maße auf den Rat von Alfred Valdmanis, der bis 1939 Finanzminister von Lettland gewesen und 1950 zum Generaldirektor ernannt worden war. Seine Aufgabe war es, über seine Beziehungen zu deutschen und baltischen Industriellen vermehrte Investitionen in der landwirtschaftlich geprägten Provinz zu ermöglichen. Die Bemühungen waren jedoch weitgehend erfolglos. 1954 wurde Valdmanis entlassen, da er wegen Finanzbetrugs angeklagt worden war (später saß er deswegen zwei Jahre im Gefängnis). Im darauf folgenden Skandal wurde enthüllt, dass er während des Zweiten Weltkriegs mit den Nationalsozialisten kollaboriert hatte.
Erfolgreich war hingegen das Projekt des Wasserkraftwerks Churchill Falls, das zwischen 1967 und 1974 am Churchill River in Labrador umgesetzt wurde. Gegen Ende der 1960er Jahre kam es immer häufiger Kritik an Smallwood, dem vorgeworfen wurde, autokratisch zu regieren. Der Beitritt zur Kanadischen Konföderation führte zu großzügigen Ausgleichszahlungen durch die Bundesregierung, über deren Verteilung und Verwendung Smallwood weitgehend selbst entschied.
1969 konnte sich Smallwood nur knapp gegen John Crosbie durchsetzen, der ihn um den Parteivorsitz herausgefordert hatte. Crosbie und weitere Liberale wandten sich enttäuscht ab und traten der oppositionellen Progressive Conservative Party bei. Bei den Wahlen im Oktober 1971 verloren die Liberalen erstmals die absolute Mehrheit, doch Smallwood weigerte sich zurückzutreten. Er konnte sich noch bis zum 18. Januar 1972 halten, als der einzige Abgeordnete der Labrador Party seine Unterstützung entzog und die Regierung nicht mehr über eine Mehrheit verfügte. Kurz darauf gab Smallwood auch sein Abgeordnetenmandat auf.

## Weitere Tätigkeiten
Nach einem gescheiterten Versuch, wieder zum Parteivorsitzenden gewählt zu werden, gründete Smallwood 1974 die Newfoundland Reform Liberal Party, die bei den Wahlen im September 1975 fünf Sitze gewann. 1977 versöhnte er sich wieder mit den Liberalen, gab aber im Juni dieses Jahres sein Mandat endgültig auf.
Smallwoods bevorzugte Freizeitbeschäftigung war das Schreiben. 1937 hatte er The Book of Newfoundland veröffentlicht, ein zweibändiges Werk über die Geschichte der Insel. Mitte der 1960er Jahre nahm er seine schriftstellerische Tätigkeit wieder auf. 1968 trat er den Freimaurern bei. Nach dem Ende seiner politischen Karriere widmete er sich der Encyclopedia of Newfoundland and Labrador. Der erste Band dieser Enzyklopädie erschien 1981, der zweite 1984. Drei Jahre später wurde die J. R. Smallwood Foundation gegründet, um die Fertigstellung der Enzyklopädie zu ermöglichen. Die Veröffentlichung der drei letzten Bände erlebte Smallwood nicht mehr.
Nach ihm benannt ist das Smallwood Reservoir, ein Stausee im Westen Labradors. Der 1998 erschienene Roman Die Kolonie der unerfüllten Träume von Wayne Johnston beruht zu einem großen Teil auf Smallwoods Lebensgeschichte, enthält aber auch zahlreiche fiktive Elemente.

## Werke
- The book of Newfoundland (1937)
- The face of Newfoundland (1967)
- No apology from me (1967)
- I chose Canada: The memoirs of the Honourable Joseph R. „Joey“ Smallwood (1969)
- To you with affection from Joey (1969)
- The time has come to tell (1979)
- Encyclopedia of Newfoundland and Labrador (1981)